# Quesnoy-le-Montant
Quesnoy-le-Montant è un comune francese di 583 abitanti situato nel dipartimento della Somme nella regione dell'Alta Francia.

## Società

### Evoluzione demografica
Abitanti censiti